# Bouhjar
Bouhjar este un oraș în Guvernoratul Monastir, Tunisia. În oraș predomină industria textilă.